# Empoasca ellisae
Empoasca ellisae är en insektsart som beskrevs av Wheeler 1937. Empoasca ellisae ingår i släktet Empoasca och familjen dvärgstritar. Inga underarter finns listade i Catalogue of Life.